# Trichocera rectistylus
Trichocera rectistylus är en tvåvingeart som beskrevs av Starý 1998. Trichocera rectistylus ingår i släktet Trichocera och familjen vintermyggor.
Artens utbredningsområde är Tjeckien. Inga underarter finns listade i Catalogue of Life.